# Дітковський Сергій Станіславович
Сергій Станіславович Дітковський (* 16 квітня 1979, смт Полярний, Магаданскої області, Росія) — український футболіст, півзахисник/нападник. Майстер спорту Республіки Казахстан з 2005 року.

## Життєпис
Вихованець славутської школи футболу.

Футболіст міцної статури з гарною дистанціонною швидкістю та влучним ударом з середньої дистанції поля. Міг зіграти однаково корисно як на позиції півзахисника так і нападника.

Сергій, починав кар'єру професійного футболіста у київських командах — ЦСКА та «Оболонь». Влітку 2003 року зіграв 5 матчів за фарм-клуб «Оболоні» «Красилів-Оболонь». Переважно грав у командах першої та другої ліг української першості. Після повернення з Казахстану виступав за хмельницьке «Динамо», де за якісну гру потрапив до символічної збірної другої ліги за версією авторитетного порталу «Football.ua».

Також їздив на оглядини до російського футбольного клубу «Волгарь».

2005 року опинився аж у Казахстані. У перший рік своїх виступів у Казахстані став чемпіоном Суперліги у складі «Актобе». За підсумками футбольного сезону був включений до списку 22-х найкращих футболістів країни та став п'ятим серед бомбардирів в Суперлізі Казахстану.

Потім з перервою пограв ще за п'ять команд вищої ліги Казахстану — «Окжетпес», «Восток», «Мегаспорт», «Жетису» та «Кайсар».

## Досягнення
- Чемпіон Казахстану: 2005 рік.
- Срібний призер першої ліги Казахстану: 2005 рік.
- Срібний призер другої ліги України: 2001 рік.
- Включався до списку 22-х найкращих Суперліги Казахстану: 2005 рік.
- Включався до символічної збірної другої ліги України: 2010 рік.